# Vaidehi
Janaki Srinivasa Murthy (en canarés: ಜಾನಕಿ ಶ್ರೀನಿವಾಸ ಮೂರ್ತಿ) (nacida como Vasanti el 12 de febrero de 1945), popularmente conocida como Vaidehi (en canarés: ವೈದೇಹಿ) es una escritora proveniente de la India. Vaidehi es una de las escritoras de lenguaje Kannada más prolíficas, ganando una gran cantidad de premios literarios. Ha ganado el premio de la Academia Sahitya por su colección de relatos cortos titulada Krauncha Pakshigalu en el año 2009.

### Colecciones de relatos cortos
- Mara Gida Balli (1979)
- Antharangada Putagalu (1984)
- Gola (1986)
- Samaja Shastrajneya Tippanige (1991)
- Ammacchi Yemba Nenapu (2000)
- Hagalu Geechida Nenta
- Krouncha Pakshigalu

### Ensayos
- Mallinathana Dhyana (1996)
- Meju Mattu Badagi
- Jatre

### Novelas
- Asprushyaru (1992)

### Colecciones de poemas
- Bindu Bindige (1990)
- Parijatha (1999)
- Hoova Kattuva Haadu (2011)

### Dramas infantiles
- Dham Dhoom Suntaragali
- Mookana Makkalu
- Gombe Macbeth
- Danadangura
- Nayimari Nataka
- Kotu Gumma
- Jhum Jham Aane Mathu Putta
- Surya Banda
- Ardhachandra Mitayi
- Hakki Haadu
- Somari Olya